# Calle de Fúcar

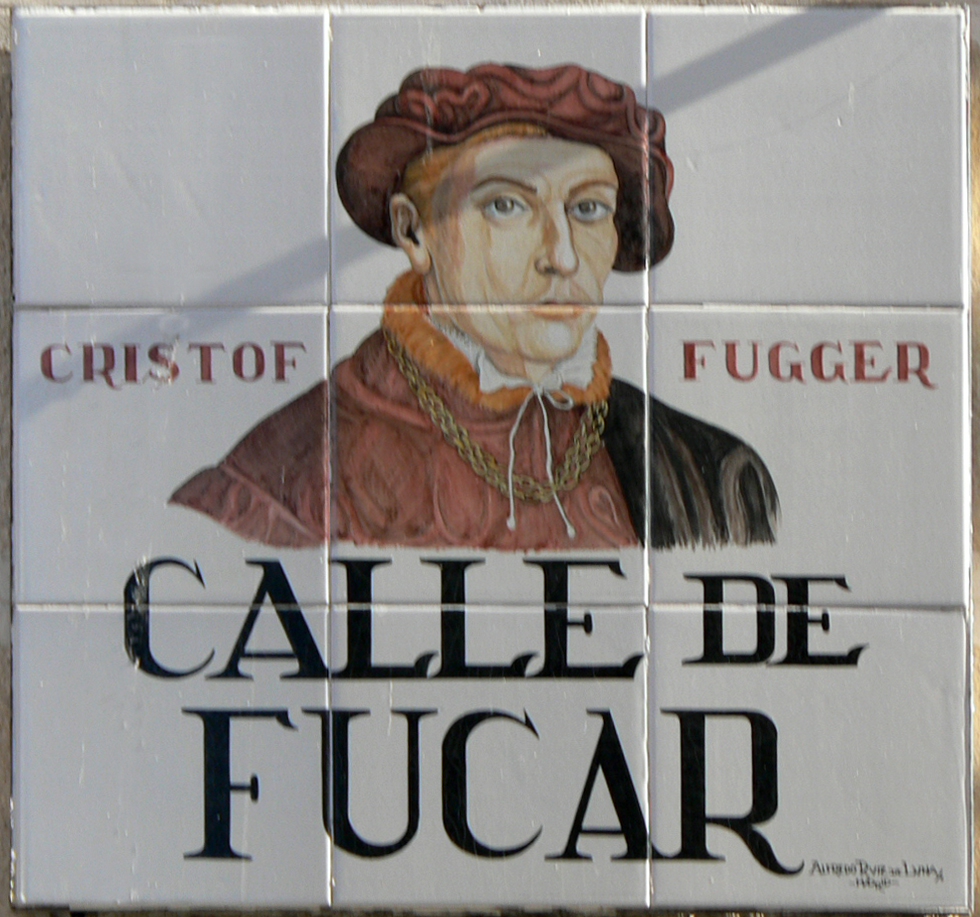
Calle de Fúcar, en Madrid. Callejero de azulejos del ceramista Ruiz de Luna.

La calle Fúcar (del Fúcar o de los Fúcar o Fúcares) es  una calle del Madrid de los Austrias, dentro del antiguo barrio de las Musas. Discurre entre la calle de Moratín y la calle de Atocha. Toma su nombre de la poderosa familia de banqueros alemanes de los siglos XV y XVI, los Fugger, castellanizado como los Fúcar.
Tuvo asociada la Travesía del Fúcar, que saliendo de Fúcar bajaba casi hasta el Paseo del Prado, en el «barrio de Trajineros», y que luego tomó el nombre de calle de Almadén.

## Historia
Figura en el plano de Texeira de 1656 como calle de los Trinitarios, y en el de Espinosa de 1769, como calle de Jesús; ambas denominaciones por la capilla de Jesús Nazareno aneja al convento de Trinitarios de la actual calle de Jesús.
Entre la historia y la leyenda queda referido el matrimonio de uno de los Fúcares con la hija de un tabernero de la calle del León esquina a Huertas,  curioso personaje cantado por Francisco de Quevedo en el primer verso de uno de sus romances. Resulta quizá paradójico que los adinerados Fúcares tuvieran casa en esta calle y barrio de cómicos, pero así figura en la mayoría de las crónicas.
En el espacio que durante muchos años se llamó «corralón de los Desamparados» (a la altura del número 8 de esta calle) se construyó ya al final del siglo XIX la casa de socorro del distrito de Congreso.